# Лук мускатный
Лук мускатный или лук мускусный (лат. Allium moschatum) — многолетнее травянистое растение, вид рода Лук (Allium) семейства Луковые (Alliaceae).

## Распространение и экология
В природе ареал вида охватывает Центральную и Восточную Европу, Северную Африку, Малую Азию и Кавказ.
Произрастает на скалах и сухих местах.

## Ботаническое описание

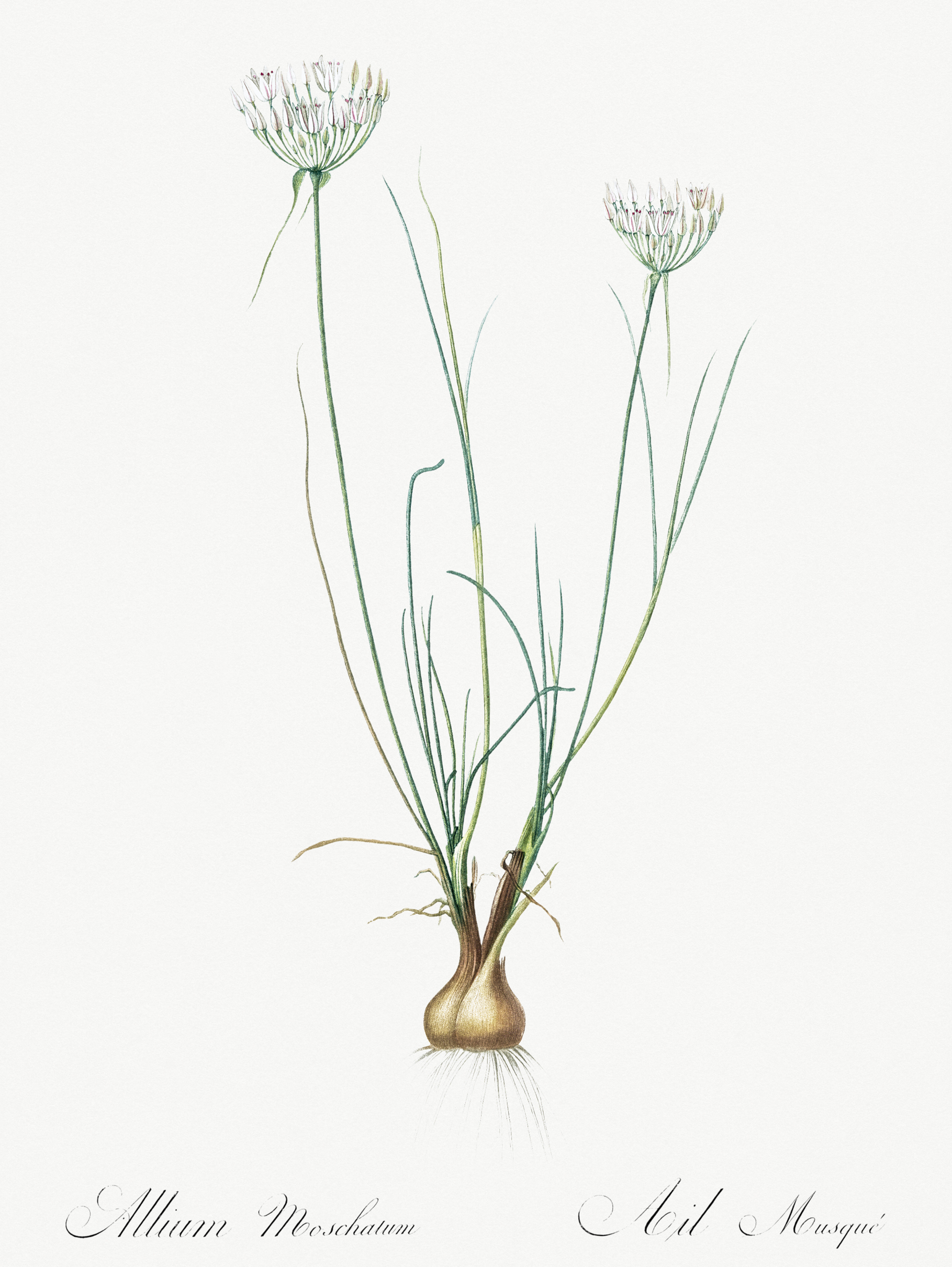
Пьера-Жозеф Редута

Луковица продолговато-яйцевидная, диаметром 1–1,5 см, наружные оболочки серо-бурые, почти кожистые, раскалывающиеся, с сетчатыми жилками у верхушки, обхватывающей основание стебля, сетчато-волокнистые или сетчатые. Стебель высотой 10–25 см, на треть или на половину одетый гладкими влагалищами листьев.
Листья в числе 4–6, нитевидные, желобчатые, свёрнутые, по краю ресничато-шероховатые, приблизительно равны стеблю, почти до плодоношения сохраняющиеся.
Чехол обычно немного короче зонтика, с носиком обычно превышающим основание чехла, до основания разорванный. Зонтик коробочконосный, пучковатый или чаще полушаровидный, немногоцветковый. Цветоножки почти равные, равны или в два–три раза длиннее околоцветника, при основании с немногими прицветниками. Листочки колокольчатого околоцветника розовые, с пурпурной жилкой, длиной 5—7 мм, почти равные, ланцетные, тупые. Нити тычинок почти в полтора раза короче листочков околоцветника, при основании между собой и с околоцветником сросшиеся, треугольно-шиловидные; пыльники фиолетовые. Столбик не выдается из околоцветника, длиной обычно около 3 мм; завязь грушевидная, шероховатая.
Створки коробочки длиной около 3 мм, почти округлые, на верхушке с коротким узковыемчатым кончиком.

## Таксономия
Вид Лук мускатный входит в род Лук (Allium) семейства Луковые (Alliaceae) порядка Спаржецветные (Asparagales).
|  |                                      |  |                                                             |                                                             |                   |  | ещё 24 семейства (согласно Системе APG II) | ещё 24 семейства (согласно Системе APG II) |                     |  |  |  | ещё более 870 видов |
|  |                                      |  |                                                             |                                                             |                   |  | ещё 24 семейства (согласно Системе APG II) | ещё 24 семейства (согласно Системе APG II) |                     |  |  |  | ещё более 870 видов |
|  |                                      |  |                                                             | порядок Спаржецветные                                       |                   |  |                                            |                                            | род Лук             |  |  |  |                     |
|  |                                      |  |                                                             | порядок Спаржецветные                                       |                   |  |                                            |                                            | род Лук             |  |  |  |                     |
|  | отдел Цветковые, или Покрытосеменные |  |                                                             |                                                             | семейство Луковые |  |                                            |                                            | вид Лук мускатный   |  |  |  |                     |
|  | отдел Цветковые, или Покрытосеменные |  |                                                             |                                                             | семейство Луковые |  |                                            |                                            |                     |  |  |  |                     |
|  |                                      |  | ещё 44 порядка цветковых растений (согласно Системе APG II) | ещё 44 порядка цветковых растений (согласно Системе APG II) |                   |  |                                            | ещё около 300 родов                        | ещё около 300 родов |  |  |  |                     |
|  |                                      |  |                                                             | ещё 44 порядка цветковых растений (согласно Системе APG II) |                   |  |                                            |                                            | ещё около 300 родов |  |  |  |                     |